# Uncial 053
Uncial 053 (numeração de Gregory-Aland), é um manuscrito uncial grego do Novo Testamento. A paleografia data o codex para o século 10.
Contém 14 folhas (27,5 x 23 cm) dos Evangelho segundo Lucas, com várias lacunas, e foi escrito com três colunas por página, contendo 42 linhas cada. Ele contém respiração e acentos.
O texto grego desse códice é um representante do Texto-tipo Bizantino. Aland colocou-o na Categoria V.
Actualmente acha-se no Bayerische Staatsbibliothek, (Gr. 208, fol. 235-248) in Munique.